# Antwon Tanner
Antwon Tanner (ur. 14 kwietnia 1975 w Chicago) – amerykański aktor.

## Życiorys
Urodził się w Chicago w Illinois jako syn Christine Collins i Jeta Tannera. Uczęszczał do Corliss High School. W 1993 ukończył Rosemead High School.
Grał w koszykówkę w szkole średniej i na studiach, zanim wcielił się w koszykarza Jarona „Worma” Willisa w dramacie sportowym Trener (2005) i Antwona „Skillsa” Taylora w serialu The CW Pogoda na miłość (One Tree Hill, 2003–2012). Zadebiutował w jako Drano w dramacie sportowym Czarodziejka (Sunset Park, 1996) z Rheą Perlman. Pojawił się w popularnej reklamie Volkswagena „Sunday Afternoon” (1997), z piosenką „Da Da Da” zespołu Trio.

## Filmografia
- Czarodziejka (Sunset Park, 1996) jako Drano
- Dogonić słońce (The Sunchaser, 1996) jako Smokes
- Paragraf 187 (One Eight Seven, 1997) jako Augie
- Inferno (1998) jako Rahwide
- Uciekający pan młody (The Wood, 1999) jako Boo
- Brother (2000) jako Colin
- Brutally Normal (2000) jako Shaheem
- Hot Parts (2003) jako Lester
- Pogoda na miłość (One Tree Hill, 2003) jako Skills
- Skin (2003) jako Rudy (2003) (gościnnie)
- Nigdy nie umieraj sam (Never Die Alone, 2004) jako Blue
- Braterstwo (Brothers in Arms, 2005) jako Zane
- Trener (Coach Carter, 2005) jako Worm
- 7eventy 5ive (2007) jako Kareem
- I Do... I Did (2007) jako Tone
- Steppin: The Movie  (2008) jako Darren